# Amigos para siempre (canción)
«Amigos para siempre (Friends for life)» o «Amics per sempre» es una canción interpretada por José Carreras y Sarah Brightman, escrita para los Juegos Olímpicos de Barcelona 1992 con música de Andrew Lloyd Webber. La letra, escrita por Don Black, está en inglés, excepto el estribillo que se repite en inglés, español y catalán.
Este tema fue interpretado durante la ceremonia de clausura de los Juegos. También se lanzó un sencillo coincidiendo con este acontecimiento. Alcanzó el puesto 11 en las listas del Reino Unido
Está basada en la amistad entre los pueblos.
Fue la canción de despedida, a petición propia, en el funeral de Juan Antonio Samaranch.

## Versión de José Carreras y Sarah Brightman
Contenido del disco:
1. «Amigos Para Siempre»
2. Live Opening Ceremony Barcelona Olympic 1992 Games
3. «Amigos Para Siempre» (Versión española)

## Otras interpretaciones
En España la interpretación más famosa de esta canción fue hecha por el grupo español Los Manolos con una rumba en español y catalán, a excepción del estribillo. Alcanzó el número tres en las listas españolas. Fue reinterpretado más adelante por Effie y Norman Gunston y alcanzó la posición 20 de la lista de Australia en ese momento. 
Una versión china de esta canción fue interpretada en uno de los conciertos del grupo de Andrew Lloyd Webber en Pekín, China, con aproximadamente la mitad de la letra en mandarín y la otra mitad en inglés. En esta versión, Amigos para Siempre fue sustituido por “永远的朋友“, que significa “amigos para siempre” en chino.
La Canción se popularizó en el Paraguay, cuya versión en español fue escrita por el poeta Adrián Barreto y cantado por el Grupo Generación de la Ciudad de Villa Rica del Espíritu Santo, diez años después de organizados los JJ. OO. de Barcelona, en el año 2002.
Esta canción también fue utilizada para los Juegos Olímpicos Especiales de Shanghái 2007, realizado también por José Carreras y un soprano chino.
En 2010, esta canción se versiona por el grupo Marujita. Esta nueva versión de Amigos para Siempre se compone para la campaña que conmemora el 60 aniversario de la marca Seat, siendo la música del spot de televisión. Este Amigos para siempre de Marujita se publica como sencillo en formato digital en noviembre de ese año con la discográfica Universal Music Spain.